# Кинзу (мост)
Мост Ки́нзу или Виадук Кинзу (англ. Kinzua Bridge/Kinzua Viaduct, произносится ки́нзу или ки́нзуэ) — железнодорожная эстакада, соединявшая берега реки Кинзу в округе Мак-Кин в штате Пенсильвания, США. До разрушения в 2003 году высота моста составляла 92 метра, длина — 625 метров.
Изначально, в 1882 году мост был построен из железа и афиширован как «Восьмое чудо Света», удерживая рекорд самого высокого железнодорожного моста мира в течение двух лет. В 1900 мост был разобран и сразу же построен вновь, но уже из стали, что позволило использовать эстакаду для более тяжёлых поездов. Мост использовался в коммерческих целях до 1959 года и в 1963 был выкуплен Правительством Пенсильвании, став центральным объектом парка. В 2002 году началась реконструкция моста, но она не была завершена, когда в 2003 году торнадо разрушило большую его часть. Подвергшиеся коррозии анкерные болты, крепившие мост к его основанию, ослабли, что явилось одной из причин разрушения.
До обрушения, мост Кинзу был 4-м по высоте мостом в США. В 1977 он был внесён в Национальный реестр исторических мест США, а в 1982 в Список исторических гражданских инженерных достопримечательностей.

## Сооружение
В 1882 г. президент железнодорожной компании «NYLE&W» столкнулся с необходимостью строительства ответвления от основной линии в Пенсильвании — от Брэдфорда к месторождениям угля в округе Элк. Наибыстрейшим способом являлось сооружение моста через долину Кинзу. Альтернативным вариантом было проложить дополнительно 13 км железнодорожного полотна по неровной местности.

## Панорама

Панорама моста Кинзу после обрушения.